# Flon, Bruksvallarna
Flon, Bruksvallarna este o arie protejată (arie specială de conservare — SAC, sit de importanță comunitară — SCI) din Suedia întinsă pe o suprafață de 39,5 ha, integral pe uscat.

## Localizare
Centrul sitului Flon, Bruksvallarna este situat la coordonatele 62°36′47″N 12°29′16″E / 62.6131°N 12.4878°E.

## Înființare
Situl Flon, Bruksvallarna a fost declarat sit de importanță comunitară în mai 2001 pentru a proteja un număr necunoscut de specii din flora spontană și fauna sălbatică aflate în arealul zonei. Situl a fost protejat și ca arie specială de conservare în decembrie 2009.

## Biodiversitate
Situată în ecoregiunea alpină, aria protejată conține 7 habitate naturale: Pajiști aluvionare boreale nordice, Pajiști fino-scandinave uscate până la mezice, bogate în specii de altitudine mică, Râuri de munte și vegetația erbacee de pe malurile acestora, Mlaștini turboase de tranziție și turbării mișcătoare, Ape stătătoare oligotrofe până la mezotrofe, cu vegetație de Littorelletea uniflorae și/sau de Isoëto-Nanojuncetea, Pășuni din zone de pădure fino-scandinave, Pajiști cu Molinia pe soluri calcaroase, turboase sau argilos-nămoloase (Molinion caeruleae).
La baza desemnării sitului se află un număr nedeclarat de specii protejate.